# 1746 en arts plastiques
| Années des arts plastiques : 1743 - 1744 - 1745 - 1746 - 1747 - 1748 - 1749    |
| Décennies des arts plastiques : 1710 - 1720 - 1730 - 1740 - 1750 - 1760 - 1770 |

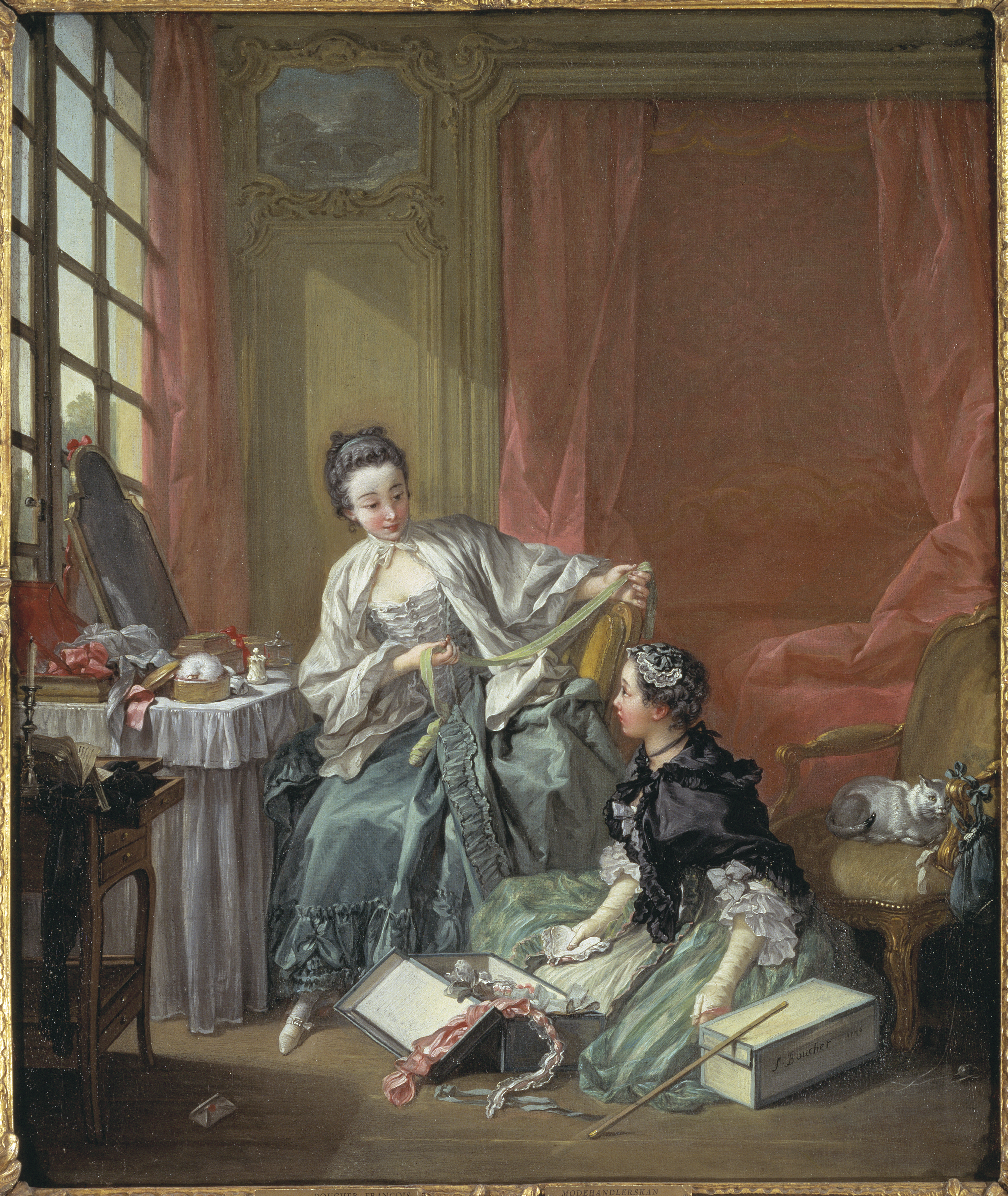
La modiste, toile de François Boucher.

Cette page concerne l'année 1746 en arts plastiques.

## Naissances
- 11 février : Luis Paret y Alcázar, peintre, dessinateur et graveur espagnol († 14 février 1799),
- 17 mars : Jean-Baptiste Coste, peintre français († 20 octobre 1819),
- 22 mars : Gérard van Spaendonck, peintre et graveur d'origine néerlandaise installé en France († 11 mai 1822),
- 30 mars : Francisco de Goya, peintre et graveur espagnol († 16 avril 1828),
- 22 octobre : James Northcote, peintre britannique († 13 juillet 1831),
- 30 décembre : François-André Vincent, peintre français († 4 août 1816),
- ? :
  - Alessandro d'Anna, peintre italien († 15 septembre 1810),
  - Ramón Bayeu, peintre espagnol († 1er mars 1793),
  - Teodor Ilić Češljar, peintre serbe († 20 novembre 1793).

## Décès
- 7 février : Joseph André Cellony, peintre français (° 1696),
- 22 février : Guillaume Coustou, sculpteur français (° 1677),
- 17 mars : Giacinto Boccanera, peintre italien (° 11 mars 1666),
- 29 mars : Matteo Ripa, missionnaire, peintre, graveur et cartographe italien (° 29 mars 1682),
- 30 juillet : Francesco Trevisani, peintre rococo italien (° 9 avril 1656),
- 5 décembre : Nicolas de Largillierre, peintre français (° 10 octobre 1656),
- ? :
  - Domenico Bocciardo, peintre baroque italien (° vers 1680),
  - Nicolas Dorigny, peintre et graveur français (° 1652).